# 鉄拳 Kazuya's Revenge
『鉄拳 Kazuya's Revenge』（原題:Tekken: Kazuya's Revenge）は、2014年のアメリカ映画。
日本では2016年1月9日に公開され、ブルーレイとDVDが同年3月23日発売された。

## キャスト
- K（三島一八）：ケイン・コスギ（篠原まさのり）
- 三島平八：ケイリー＝ヒロユキ・タガワ（銀河万丈）
- 牧師：ラデ・シェルベッジア（こねり翔）
- ブライアン・フューリー：ゲイリー・ダニエルズ（林和良）
- ローナ・アンダース：ケリー・ウェナム（御沓優子）